# Algarve International Circuit
 Algarve International Circuit je závodní trať pro různé druhy motorsportu. Nachází se u města Portimão v Portugalsku. Okruh byl vybudován v roce 2008 a první závody co se zde jely bylo Mistrovství Světa Superbike.
V roce 2020 se do Portugalska poprvé od roku 1996 vrací GP Portugalska. Místo legendárního Estorilu se ale pojede právě zde na Algarve. Jedná se o moderní a všestrannou trať.

## Verze a závody
V současné době zde závodí Formule 1 či Moto GP. V minulosti okruh hostil A1 Grand Prix, Le Mans Series, FIA GT Championship, GP2 Series a mnoho další nižších či národních šampionátů.
Okruh má několik verzí – Grand Prix Verzi, Le Mans verzi a verzi určenou pro motocyklové závody.

## Vítězové v jednotlivých letech
| Rok  | Jezdec         | Konstruktér | Výsledky |
| ---- | -------------- | ----------- | -------- |
| 2021 | Lewis Hamilton | Mercedes    | Výsledky |
| 2020 | Lewis Hamilton | Mercedes    | Výsledky |